# Diana (Mondkrater)
Diana ist ein kleiner Einschlagkrater auf der Mondvorderseite in der Ebene des Mare Tranquillitatis, westlich des Kraters Lucian und südlich von Mons Esam.
Die namentliche Bezeichnung geht auf eine ursprünglich inoffizielle Bezeichnung auf Blatt 61A2/S1 der Topophotomap-Kartenserie der NASA zurück, die von der IAU 1979 übernommen wurde.